# La Porteuse de pain
Pour les articles homonymes, voir La Porteuse de pain (homonymie).
La Porteuse de pain est un roman-feuilleton de l'écrivain français Xavier de Montépin, paru d'abord dans Le Petit Journal du 15 juin 1884 au 17 janvier 1885, en 216 épisodes, dont les gravures sont publiées dans le Journal illustré. Il connut un important succès populaire et fut réédité et adapté à plusieurs reprises pour le théâtre, le cinéma et la télévision.

## Histoire

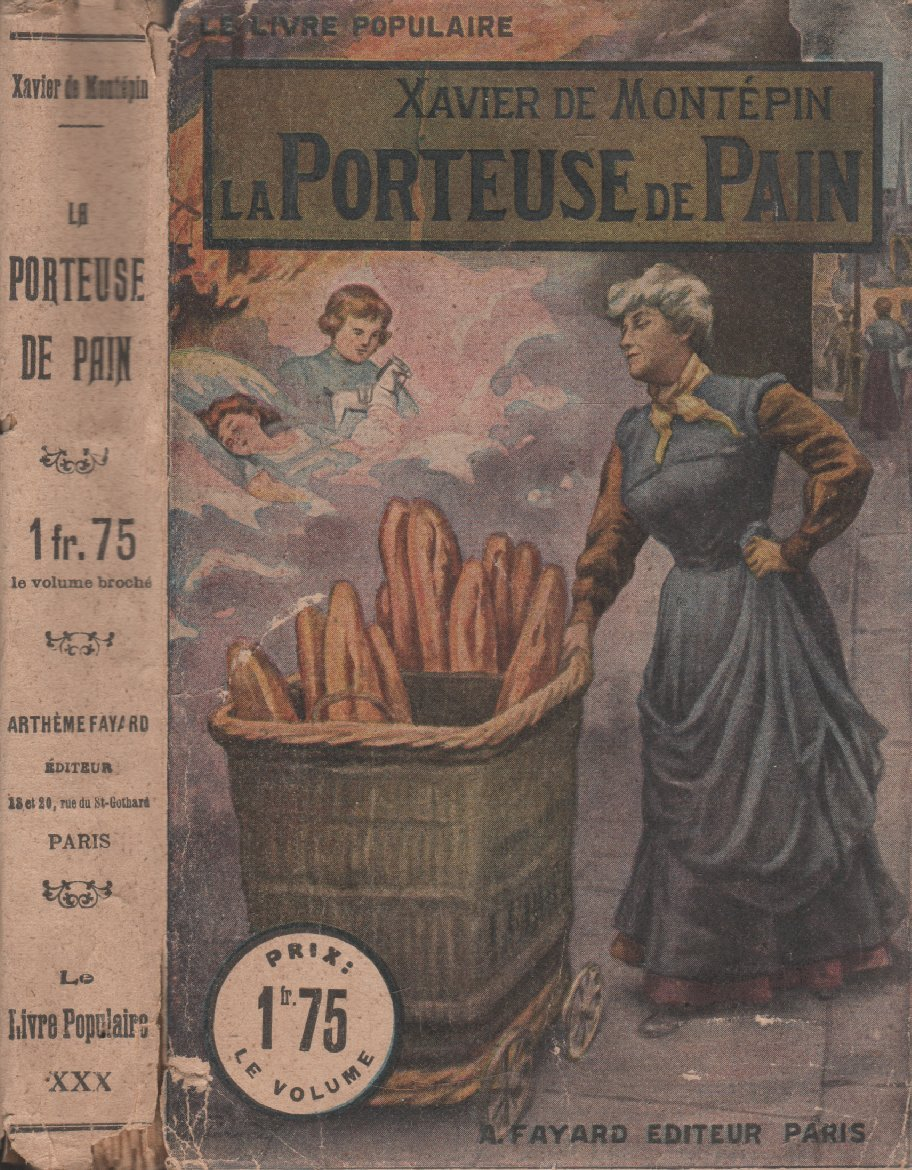
Couverture illustrée par Gino Starace pour une réédition chez la Librairie Arthème Fayard, collection « Le Livre populaire », octobre 1907.

L'histoire débute en 1861. Jeanne Fortier est la jeune veuve d'un mécanicien tué par l'explosion d'une machine à l'usine de Jules Labroue à Alfortville. À la suite de l'accident qui a tué son mari, Labroue embauche la veuve comme gardienne-concierge à l'usine afin d'assurer son avenir et celui de ses enfants. Le patron de l'usine est polytechnicien, mécanicien et inventeur. Il fait part de son projet de « machine à guillocher les surfaces arrondies » à Jacques Garaud, son contremaître. Or le contremaître est amoureux de Jeanne et, devant le refus de la veuve de l'épouser, il vole le projet d'invention de son patron, incendie l'usine, tue Jules Labroue et fait accuser Jeanne. Jeanne, accusée à tort, est condamnée à perpétuité mais, devenue folle, elle est internée à la Salpêtrière.
Elle retrouve la raison lors d'un incendie pendant la Commune de Paris de 1871, est conduite à la prison Saint-Lazare, puis à la maison centrale de Clermont, dont elle s'évade vingt ans après sa condamnation. Son fils Georges, qui a pris le nom de Darier, celui de sa mère adoptive, est devenu avocat et sa fille Lucie couturière. Jacques Garaud est devenu un riche industriel sous le nom de Paul Harmant. Il veut marier sa fille Mary avec Lucien Labroue, ingénieur des arts et métiers, le fils de Jules Labroue qu'il a assassiné. Il l'embauche comme ingénieur dans son usine. Mais Lucien est fiancé à Lucie, la fille de Jeanne. Quant à Jeanne, elle a changé d'identité, et est devenue maman Lison, la « porteuse de pain ». Jeanne est bien décidée à retrouver le véritable criminel.

## Adaptation théâtrale
- 1889 : La Porteuse de pain, drame en 5 actes et 9 tableaux de Xavier de Montépin et Jules Dornay, au théâtre de l'Ambigu (11 janvier).
- 2025 : La Porteuse de pain, tournée d'été du théatre de l'Ante[1].